# Rock am Ring
Rock am Ring is een jaarlijks terugkerend muziekfestival op de Nürburgring nabij Adenau in de Eifel (Duitsland). Het festival trekt jaarlijks tienduizenden bezoekers voor tientallen optredens. Rock am Ring duurt drie dagen en om het festivalterrein heen liggen meerdere campings.

## Geschiedenis
Rock am Ring werd in 1985 voor het eerst gehouden. De bedoeling was een eenmalig evenement te organiseren, maar door de grote opkomst (75.000 toeschouwers) besloot men er een terugkerend festival van te maken. Enige uitzondering is 1989/1990: na de lage bezoekersaantallen in 1988 werd twee jaar pauze ingelast.
Sinds 1991 is Rock am Ring het grootste rockfestival van Duitsland. Sinds 1997 wordt tegelijkertijd het festival Rock im Park in Neurenberg georganiseerd. De meeste artiesten die voor Rock am Ring gecontracteerd worden, treden ook bij Rock im Park op, doch in een andere volgorde. In 2015 en 2016 werd tijdelijk uitgeweken naar het vliegveld van Mendig in de deelstaat Rijnland-Palts, maar vanaf 2017 keerde het festival terug op de Nürburgring.
In 2016 werd de derde festivaldag vanwege slecht weer afgelast. In 2017 is het vrijdagprogramma wegens een terreurdreiging voortijdig afgebroken. Op de zaterdag werd het programma hervat.

## Programma en toeschouwersaantallen
| Jaargang | Aantal artiesten | Toeschouwers    | Bekendste bands en artiesten |
| -------- | ---------------- | --------------- | --- |
| 1985     | 17               | 75.000          | U2, Foreigner, REO Speedwagon, Joe Cocker en Marillion |
| 1986     | 17               | 50.000          | Simple Minds, The Cure, Inxs, Talk Talk en Simply Red |
| 1987     | 20               | 60.000          | David Bowie, Eurythmics en UB40 |
| 1988     | 17               | 30.000          | Fleetwood Mac en Chris Rea |
| 1989     |                  |                 | dit jaar vond geen festival plaats |
| 1990     |                  |                 | dit jaar vond geen festival plaats |
| 1991     | 20               | 51.000          | Toto, Sting, The Sisters of Mercy en Inxs |
| 1992     | 23               | 42.000          | Elton John, Marillion, Bryan Adams en Pearl Jam |
| 1993     | 25               | 50.000          | Faith No More, Def Leppard en Brian May |
| 1994     | 31               | 70.000          | Peter Gabriel, Nina Hagen, Radiohead, The Smashing Pumpkins en The Cranberries |
| 1995     | 28               | 70.000          | Van Halen, Bon Jovi, Megadeth en The Pretenders |
| 1996     | 43               | 75.000          | Bryan Adams, Sting, Fugees, Alanis Morissette, K's Choice en Sepultura |
| 1997     | 53               | 70.000          | Kiss, Aerosmith, Supertramp en Texas |
| 1998     | 66               | 58.000          | Bob Dylan, Genesis, Ozzy Osbourne en Rammstein |
| 1999     | 93               | 63.000          | Metallica, Bryan Adams, Robbie Williams, Skunk Anansie en Faithless |
| 2000     | 89               | 75.000          | Pearl Jam, Die Toten Hosen, Oasis, Sting en Rage Against the Machine |
| 2001     | 86               | 65.000          | a-ha, Radiohead, Linkin Park, Alanis Morissette en OutKast |
| 2002     | 94               | 50.000          | Lenny Kravitz, Carlos Santana, Neil Young, Jamiroquai en Ozzy Osbourne |
| 2003     | 76               | 75.000          | Metallica, Iron Maiden, Evanescence, Placebo, Marilyn Manson en Moby |
| 2004     | 83               | 65.000          | Red Hot Chili Peppers, Linkin Park, Faithless, Evanescence, Nickelback, Wir sind Helden en Motörhead |
| 2005     | 92               | 70.000          | Iron Maiden, R.E.M., Green Day, Velvet Revolver, Billy Idol, Garbage en Within Temptation |
| 2006     | 95               | 80.000          | Depeche Mode, Guns N' Roses, Metallica, Tool, The Darkness, Franz Ferdinand, Avenged Sevenfold en Nelly Furtado |
| 2007     | 98               | 82.000          | Thirty Seconds to Mars, Linkin Park, The White Stripes, Muse, The Smashing Pumpkins, Slayer, Travis, Arctic Monkeys, Kaiser Chiefs |
| 2008     | 98               | 85.000          | Metallica, In Flames, Nightwish, The Offspring, Rage Against the Machine |
| 2009     | 92               | 80.000+         | Marilyn Manson, Limp Bizkit, Machine Head, The Prodigy, Placebo, Korn, The Killers, Billy Talent en Slipknot |
| 2010     | 85               | 86.500          | Thirty Seconds to Mars, Rammstein, Muse, Rage Against the Machine, Them Crooked Vultures, Slash, Kiss en Bullet for My Valentine |
| 2011     | 85               | 84.000          | Kings of Leon, Wolfmother, Coldplay, System of a Down, Volbeat, Korn, Disturbed, Deadmau5, Rob Zombie |
| 2012     | 65+              | 85.000          | Metallica, Linkin Park, Die Toten Hosen, Tenacious D, Billy Talent, The Offspring, Soundgarden, Maxïmo Park, Motörhead, Evanescence, Skrillex en Marilyn Manson |
| 2013     | 65+              | 86.000          | The Prodigy, Thirty Seconds to Mars, fun., Imagine Dragons, Papa Roach, Hurts, The Killers, Biffy Clyro, Green Day, Simple Minds en Dizzee Rascal |
| 2014     | 85+              | 86.500          | Iron Maiden, Kings of Leon, Linkin Park, Metallica, The Offspring, Avenged Sevenfold, Queens of the Stone Age en Editors |
| 2015     | 75+              | 90.000+         | The Prodigy, Motörhead, Die Toten Hosen, Marilyn Manson, Slipknot, Foo Fighters, Slipknot, Rise Against en Papa Roach |
| 2016     | 70+              | 92.500 (record) | Red Hot Chili Peppers, Volbeat, Billy Talent, Breaking Benjamin, Deftones en Panic! at the Disco Door noodweer gingen op de derde dag de optredens van deze bands niet door: Black Sabbath, Korn, Bring Me the Horizon, Biffy Clyro en Halestorm |
| 2017     | 70+              | 87.000          | Die Toten Hosen, System of a Down, Prophets of Rage, Sum 41, Airbourne, Bastille, Liam Gallagher, Rag'n'Bone Man en Macklemore & Ryan Lewis Door terreurdreiging ging op de eerste dag het optreden van Rammstein niet door. |
| 2018     | 75+              | 70.000          | Foo Fighters, Muse, Gorillaz, Thirty Seconds to Mars, Bad Religion, Rise Against, Bullet For My Valentine, Marilyn Manson, Snow Patrol en Stone Sour |
| 2019     | ?                | ?               | Tool, Die Ärzte, Slipknot, Dropkick Murphys, Sabaton, Die Antwoord, Slash ft. Myles Kennedy, Bastille |
| 2020     | -                | -               | System of a Down, Green Day, Volbeat, Deftones, Billy Talent, Korn, The Offspring Vanwege de Coronapandemie werd deze editie vooraf geannuleerd. |
| 2021     | -                | -               | Ook deze editie werd vanwege de coronapandemie geannuleerd. |
| 2022     | 75+              | 90.000          | Green Day, The Offspring, Måneskin, Placebo, Muse, KoRn, Volbeat, Bullet for My Valentine, Deftones, A Day to Remember, Billy Talent, Beatsteaks, Sportfreunde Stiller, Myles Kennedy, Shinedown, Mastodon, Baroness, Danko Jones, Weezer |
| 2023     |                  |                 | Aangekondigde artiesten: Rise Against, Kings of Leon, Die Toten Hosen, Limp Bizkit, K.I.Z., Tenacious D, Bring Me the Horizon, Machine Gun Kelly, Incubus, Evanescence, Pantera, Papa Roach, Flogging Molly, Brutus, Halestorm, Hollywood Undead, Nothing But Thieves, Architects, NOFX, boysetsfire, Sum 41                                                                   |
| 2024     |                  |                 | Avenged Sevenfold, Queens of the Stone Age, Die Ärzte, Green Day, Billy Talent, Broilers, Måneskin, Parkway Drive, Kraftklub, Dropkick Murphys, Kreator, Beartooth, Babymetal, Bad Omens, Electric Callboy, Corey Taylor, Machine Head, Guano Apes, Pennywise, Pendulum, Body Count & Ice-T, Hatebreed, Biohazard                                                              |
| 2025     |                  |                 | Aangekondigde artiesten: Bring Me the Horizon, The Prodigy, K.I.Z., Slipknot, Rise Against, Kontra K, KoRn, Falling in Reverse, Sleep Token, A Day to Remember, Biffy Clyro, Bullet for My Valentine, Heaven Shall Burn, Beatsteaks, Idles, Lorna Shore, Powerwolf, In Flames, Weezer, Frank Turner & the Sleeping Souls, Electric Callboy (dj set), Airbourne, Kittie, Terror |